# ムー一族
『ムー一族』（ムーいちぞく）は、日本のテレビドラマ。TBS系列『水曜劇場』で1978年（昭和53年）5月17日から1979年（昭和54年）2月7日の間に放送された、コメディ仕立てのホームドラマである。

## 概要
前年の同枠（1977年5月18日 - 1977年11月9日）で放送された『ムー』の続編で、出演者、設定に若干の変更がある。『ムー』から引き続き、東京都中央区新富町にある、創業90年の足袋屋「うさぎ屋」が舞台。
テレビドラマでありながら唐突に情報番組風のコーナー（ムー情報）が始まったり、挿入歌の『林檎殺人事件』『お化けのロック』を歌いだすなど、コミカルな展開がドラマ中の各所に現れる。また、4・8・11・17・21・24・25・30・35・36・37の各話は生放送でドラマを進行、第8話はTBSラジオの番組『生島ヒロシの夜はともだちII』と連動しての生放送、第12話は北陸放送の制作協力により石川県金沢市の石川厚生年金会館（現・本多の森北電ホール）から公開生中継を行い、第17話の生放送には当時人気絶頂で、来日中だったベイ・シティ・ローラーズのレスリー・マッコーエンが出演。24話には本物の平凡の記者・カメラマンもゲスト出演した。生放送の回は、エンディングに出演者全員が集まる中ではがきを寄せた中から選ばれた視聴者と電話をつないでトークをするのが恒例であった。24話では投稿者の修学旅行先のホテルに電話、投稿者を呼び出してのトークも行った。また視聴者からコントを募集して採用された作品を出演者が実際に演じたり、第26・27話はエジプトでロケを行うなど、前作『ムー』以上にバラエティ色が強い作品となった。
レギュラーの伊東四朗が同時期に出演していたバラエティ番組『みごろ!たべごろ!笑いごろ!』（テレビ朝日）のコントネタが随所に登場し、番組キャラクター・デンセンマンも数回出現している。第31話では劇中、当時TBSの人気クイズ番組だった『クイズダービー』の出場者募集に宇崎家が当選した、という設定でスタジオ収録シーンが登場、司会の大橋巨泉、解答者の篠沢秀夫、南田洋子、はらたいら、竹下景子など実際の番組出演者がそのままゲストとなっている。また前作に引き続き「通行人ゲスト」も恒例で、ザ・ドリフターズは数回、全員または個々で出演し、レギュラーで元メンバーの荒井注と遭遇するシーンも登場している。その他、放送当時現役チャンピオンだった具志堅用高やピンクレディー、木原光知子、細川たかし、新沼謙治、佐山俊二、梅津栄らも「うさぎ屋」の前を通り抜けている。
第12話の公開生放送のエンディングでは、「林檎殺人事件」の衣装を身にまとった樹木希林のそっくりさんが本人と入れ替わって出演し、視聴者を驚かせた。
プロデューサーの久世光彦が本作の出演女優と不倫関係にあったことを、本作の打ち上げパーティーで樹木が暴露。スキャンダルとなり、久世は本作を最後にTBSを辞している（後述）。
本放送後、肖像権や作中の使用楽曲の著作権の絡み、さらに主要キャストだった清水健太郎の度重なる不祥事もあり、地上波や衛星放送（BS-TBS、TBSチャンネルなど）での再放送はほとんどなくなったが、2008年9月にDVD-BOXが発売された。
2020年4月6日から8月17日にかけて、BS12 トゥエルビにて再放送された（原則2話ずつ）。

## 出演
- 宇崎安男：伊東四朗 - 足袋屋「うさぎや」四代目主人。気が弱くて小春頼み。
- 宇崎小春：渡辺美佐子 - 安男の妻。うさぎやのきりもりから家のことまで全てみんなに頼られている。出演者クレジットでは筆頭。
- 宇崎健太郎：清水健太郎 - 長男。宇崎家が土地を借りている大家（一条）の妻・ゆかりと不倫して勘当されるが、うららの四十九日の日に突然宇崎家に帰って来る。
- 宇崎拓郎：郷ひろみ - 次男。一橋大学を目指して代々木ゼミナールに通う浪人生。本質は優しいが短気で喧嘩っ早い。金田と仲がよく、さまざまなおふざけを日々楽しんでいる。本作の実質的主人公。最後の生放送である第37回のエンディングでは関係者バンド（近田春夫とムーフライフォァエヴァ）が「世迷い言」を演奏した際ヴィブラスラップを担当した[注釈 1]。
- 宇崎桃子：五十嵐めぐみ - 長女。家事手伝いで母を支える。ボーイッシュな風貌で男勝りな性格。住職の紹介で見合いした正夫と婚約する。
- 宇崎うらら：南美江 - ムーでは健在だったが本作品では「大好物の安倍川餅を食べてのどに引っ掛けてポックリ」亡くなって故人となっており、毎回遺影で登場。しかし、遺影の額縁内で動き回ったり飛び出したりする。幽霊として真夜中の茶の間に登場することも。
- 徳さん：伴淳三郎 - うさぎやのベテラン足袋職人。伴は、本作品に出演中の1978年11月に紫綬褒章受章。これに合わせて劇中でも「徳さんが叙勲［劇中では職人にあわせて藍綬褒章］を受けた」という設定にされている。日頃から五郎のことを「バカチャンピ（馬鹿のチャンピオン）」と茶化す。
- 野口五郎：左とん平 - うさぎやの足袋職人。桃子に恋心を寄せるが実らず。金田とは妙にウマが合うがあくまでケンカ友達。馬鹿にされることが多いが島崎藤村の初恋を記憶で冒頭から読み上げるシーンは圧巻だが、歌手の野口五郎とは無関係。第37回のエンディングではシンバル（ハイハット）を担当した[注釈 1]。
- 金田（かねた）久美子：樹木希林 - うさぎやの通い家政婦。拓郎に気があり、隙を付いてはあちこち触りセクハラをする。孤独で僻みっぽくあまのじゃくだが仲間に優しい所も。「かねださん」と呼ばれると「かね『た』です」と必ず訂正する。スポーツ新聞を開いては「また阪神負けてるよ」[注釈 2]とぼやくシーンが登場する。
- 香川カヨコ：岸本加世子 - うさぎやの住み込み家政婦。天涯孤独の身の上、小春を母と慕う。やたらと金田からビンタされるが、やられてばかりではなくやり返すようにもなった。
- 平さん：由利徹 - うさぎやの向い履物・傘屋「近松屋」の主人。いつも朝食は店先の縁台で娘・ともこと向かい合わせで食べており、立ち上がると高い確率でともこがひっくり返る。徳さん、五郎とは飲み友達で、日々割烹ひろみでくだを巻く。
- とも子：のぐちともこ - 平さんの娘。母に先立たれ父ひとり子ひとり。飼い犬の「ニャオ」を可愛がり店先でいつもゴロゴロしている。独身のはずだがシリーズ終盤には何故か妊娠し、お腹が大きくなっている（後述）。
- 二階堂卓也：細川俊之 - 大家（一条家 - いちじょうけ ）に依頼され「一条家の代理人」を名乗り立ち退きを迫るチンピラ。去り際の決まり文句「また、ちょくちょく・・・ちょく参ります」のように3回繰り返す妙な癖がある。気障な半面、気が弱い。第37回のエンディングではベースを担当した[注釈 1]。
- 二階堂の子分・八郎：たこ八郎 - 「ごま（め）んなすって」などと口調がたどたどしく、言い淀むたび、二階堂から手加減なしに横っ面を張られるが、実は二階堂より字が読める。健太郎や拓郎とのいざこざの際には華麗なフットワークと鋭いパンチを披露し、2人を圧倒。実は二階堂さえも叶わない。
- 藤村大造：穂積隆信 - 二階堂らの手ぬるさに業を煮やして登場した、二階堂の上席にあたる冷酷な人物。
- 里中マチコ：桂木文 - 病弱な母と二人暮らしの女子高生。拓郎が想いを寄せる。徐々に相思相愛に？二階堂同様に第37回のエンディングではキーボードを担当した[注釈 1]。最終回では母の再婚に伴い北海道へと旅立った。（郷ひろみ恋人役オーディション優勝として、同役デビュー）
- 一条ゆかり：司美穂 - 健太郎の不倫相手である一条家の若奥さん。「しのび逢いのテーマ」をバックに、毎回健太郎とお決まりの「ペアのキャメルのレインコート」に身を包み、雨や霧の中で「しのび逢って」いる。
- 谷正夫：谷隼人 - 桃子の婚約者。誠実な人柄で桃子を愛しているが、「ここぞ」というところで言い淀み、本心が言えない。安男も実はそれがわかっているのだが、顔を合わせると間が持たず「認めない」の一点張り。
- 谷千秋：渡辺富美子 - 正夫の母。夫を事故で亡くし、女手一つで正夫と夏美を育ててきた。
- 谷夏美：竹内真理 - 正夫の妹。
- 住職：荒井注 - 宇崎家が檀家である寺の住職。安男のよき相談相手だが、何故かすぐ裸になりたがる。赤い褌を愛用している。
- こまん姐さん：緋多景子（現：樋田慶子） - 芸者の姉御。マチコの隣に住む。二階堂同様に第37回のエンディングでは三味線で参加した[注釈 1]。
- お柳：田辺節子 - 拓郎に色目を使う芸者。
- 小りん：榊みちこ - 拓郎に色目を使う芸者。
- ひろみ：石田ゆり - いつも酔いどれて、気だるい雰囲気の割烹「ひろみ」の女将。影のある女で、常連の平さんから「過去があんだろ？」としつこく尋ねられるが、いつも微笑んで煙に巻く。
- まるみ：白石まるみ - ひろみの妹で割烹「ひろみ」を手伝う高校生。二階堂同様に第37回のエンディングでは指揮を担当した（郷ひろみ恋人役オーディション次点となり、同役デビュー）[注釈 1]。
- 花ちゃん：井上加奈子 - 金田の家政婦仲間。仕事が終わると「赤兵衛」でたむろしている。膀胱炎を患っていて、いつもしかめっ面で下腹を抑えている。
- 竹さん：滝谷典子 - 金田の家政婦仲間。「赤兵衛」で3人の会話中、奇をてらって「ねぇ…アタシってブス～？」と聞くのが定番。（聞かれた2人は必ず答えに窮して無視を決め込む）
- 赤兵衛：村田和正[注釈 3] - 甘味処「赤兵衛」店主。視聴者の葉書を読んだり、ミニコーナー「ムー情報」を突然始める。
- 牧野茂 - 野球解説者。何故か「ムー情報」に出演し、中継終了後も続く巨人戦の進捗を解説する。
- ヒミコ：内藤杏子 - 甘味処「赤兵衛」店主の若妻。「ムー情報」のアシスタント役。
- タヌキ：宮下勇 - 22話で一度だけ名前を下部に表示して顔出しした、「赤兵衛」のマスコットのタヌキ。23話では最初から頭だけ着ぐるみをつけていない姿、眼鏡をかけてムー情報用のフリップをもって登場。24話ではキャストに名前は載ってないが劇中、苗字で呼ばれている。この回も最初から顔出し登場。
- 夢先案内人・ヘホ：近田春夫 - 宇崎家のトイレの中に勝手にディスコを作り出し、金田を誘い込み郷ひろみの「HELL OR HEAVEN」でフィーバーさせてしまう。終盤はムー情報のコーナーにも登場。第37回のエンディングではバンドマスター兼ピアノを担当した[注釈 1]。
- 謎の歌手：日吉ミミ - 挿入歌「世迷い言」を大学生らのバンドと「割烹ひろみ」で歌いだす。「ヨノナカバカナノヨ」の歌詞が印象的。劇中で回文を用いたことがきっかけとなり作られた曲。
- 譲二：田川譲二 - 割烹「ひろみ」の女将の元恋仲らしき謎の男。小雪とひろみの間で揺れる。
- 小雪：潤真理子 - 譲二を追ってひろみまでたどり着いたと思われる謎の女。
- 自転車の男：田木聖一 - 冒頭など「牛乳配達」「新聞配達」「クリーニング屋」として自転車で現れ、決まって転倒する。
- 一条（声）：森山周一郎 - 宇崎家の土地の大家。ゆかりの年の離れた夫。

## 音楽
オープニング
- 「暗闇のレオ／クリエイション」 作曲：竹田和夫
  - 第11話の生放送では、オープニングにクリエイションが出演し「暗闇のレオ」の生演奏を行った。

挿入歌
- 「夢の彼方に DREAMS I DREAM OF YOU／クリエイション・ウイズ・フェリックス・パパラルディ」　作詞・作曲：竹田和夫・フェリックス・パパラルディ・ゲイル・コリンズ
- 「お化けのロック／郷ひろみ・樹木希林」 作詞：阿木燿子 作曲：宇崎竜童 編曲：萩田光雄　振付：西条満

　　（1977年9月1日リリース　郷ひろみ23rd Single 両A面）
- 「林檎殺人事件／郷ひろみ・樹木希林」 作詞：阿久悠 作曲：穂口雄右

　　（1978年6月21日リリース　郷ひろみ27th Single）
- 「短篇小説／桂木文」 作詞・作曲：さだまさし 編曲：渡辺俊幸

　　（1978年7月25日リリース　1st Single）
- 「HELL OR HEAVEN（地獄か天国）／郷ひろみ」 作詞：島武実 作曲・編曲：穂口雄右

　　（1978年7月21日リリース　アルバム「Narci-rhythm」より）
- 「世迷い言／日吉ミミ」 作詞：阿久悠 作曲：中島みゆき 編曲：あかのたちお

　　（1978年10月5日リリース　28th Single）
- 「しのび逢いのテーマ」 作曲：川口真
- 「男と女・昭和編／みなみらんぼう・井出せつ子」 作詞：阿久悠 作曲：みなみらんぼう

## スタッフ
- プロデューサー：久世光彦  、宮田吉雄
- 演出：久世光彦、峰岸進、宮田吉雄、近藤邦勝、和田旭、高橋利明 、遠藤環
- 脚本：山元清多、犬神明、森薫、加藤直、田村隆、山県あきら（樹木希林）
- 音楽：竹田和夫、土持城夫
- 技術：今井克
- 撮影：白取靖弘
- 照明：小島久明
- 音声：中嶋典之
- 音響効果：若林宏夫
- 美術：吉田信雄
- 制作：鴨下信一
- オープニングイラスト：横尾忠則
- 製作著作：TBS

## 視聴率
出典：「テレビ視聴率季報（関東地区）」ビデオリサーチ。
第1回17.0%、第2回19.2%、第3回18.3%、第4回15.4%、第5回12.4%、第6回14.6%、第7回16.5%、第8回16.1%、第9回17.4%、第10回15.3%、第11回18.8%、第12回15.3%、第13回16.6%、第14回14.8%、第15回18.0%、第16回13.7%、第17回16.0%、第18回18.5%、第19回18.2%、第20回15.4%、第21回18.2%、第22回15.5%、第23回15.0%、第24回17.9%、第25回15.5%、第26回16.2%、第27回15.8%、第28回18.9%、第29回15.2%、第30回15.3%、第31回15.9%、第32回17.1%、第33回16.9%、第34回16.7%、第35回15.5%、第36回14.9%、第37回17.7%、第38回14.1%、最終回21.8%。

## 放送局
TBS系列（以下同時ネット）
- TBS（制作局）
- 北海道放送[1]
- 青森テレビ[2]
- 岩手放送[2]
- 東北放送[3]
- 福島テレビ[3]
- 新潟放送[4]
- 北陸放送[5]
- 信越放送[6]
- テレビ山梨[7]
- 静岡放送[7]
- 中部日本放送[8]

- 毎日放送[9]
- 山陰放送[10]
- 山陽放送[11]
- 中国放送[11]
- テレビ高知[12]
- RKB毎日放送[13]
- 長崎放送[13]
- 熊本放送[13]
- 大分放送[14]
- 宮崎放送[15]
- 南日本放送[15]
- 琉球放送[16]

他系列同時ネット
- 南海放送[14]

時差ネット
- 秋田テレビ：水曜 22:00 - 22:55[17]
- 山形テレビ：水曜 22:00 - 22:55[18]
- 富山テレビ：水曜 22:00 - 22:55[19]
- 福井テレビ：水曜 22:00 - 22:55[19]
- 四国放送：土曜 22:00 - 22:55[20]
- テレビ山口：土曜 22:00 - 22:55[21]

## エピソード
1979年1月、本作の打ち上げパーティーが行われ、樹木が最後のスピーチを務めたが、その中でプロデューサー兼総合演出の久世光彦と「近松屋のともこ」役の女優のぐちともこが不倫関係にあり、このとき既にのぐちが妊娠8か月であった事を暴露。スキャンダルに発展し、騒動となる。関係者の間では「公然の秘密」とされていたが、この場で久世は全てを認め、後に正式離婚し、のぐちと再婚している。久世はこの騒動の影響もありTBSを退社。制作会社「カノックス」を設立する。樹木と久世は結局、1996年放送のドラマ『坊ちゃんちゃん』まで表向きは絶縁状態となったが、樹木には周囲と険悪な関係になりながらも「久世さんがああした状況の中でなし崩しにショボショボしていくのが耐えられなかった」「2人の気持ちを軽くしてやろうと思った」との真意があった。また、こうした場での暴露を非難する声に対しても「ああいう見せかけの優しさが久世さんをダメにした」と反論している。ちなみに劇中、のぐちはストーリーと直接関わることはなく、近松屋の前の縁台で飼い犬と遊んでいたり、ゴロゴロしているだけの役柄だが、シリーズ終盤には明らかにお腹が大きくなっており、自分のお腹を愛おしく撫でているシーンも登場している。